# Мичак
Мичак (мкд. Мичак) је насеље у Северној Македонији, у источном делу државе. Налази се у саставу општине Карбинци.

## Природно-географске одлике
Мичак је смештен у источном делу Северне Македоније. Од најближег града, Штипа, насеље је удаљено 30 km источно.
Село се налази у историјској области Јуруклук. Оно је положено високо, на западним висовима планине Плачковице. Надморска висина насеља је приближно 1.160 метара. Клима је планинска.

## Становништво
Мичак је према последњем попису из 2002. године био без становника. Пре тога су већинско становништво чинили Турци, а претежна вероисповест био је ислам.